# Bissiga (département)
Pour les articles homonymes, voir Bissiga.
Cet article concerne le département et la commune rurale. Pour le village chef-lieu, voir Bissiga (Bissiga).
Bissiga est un département et une commune rurale de la province du Boulgou, situé dans la région du Centre-Est au Burkina Faso.

## Géographie

### Démographie
- En 2012, le département comptait 20 997 habitants.
- En 2019, le département comptait 26 183 habitants[1].

### Villages
Le département et la commune rurale de Bissiga est administrativement composé de vingt-trois villages, dont le village chef-lieu homonyme (populations actualisée en 2012) :
- Barwagdin (437 habitants)
- Bélemkangrin (539 habitants)
- Benna (2 116 habitants)
- Bissiga (2 795 habitants), chef-lieu
- Bissiga-Yarcé (271 habitants)
- Donsin (781 habitants)
- Gambaaga (376 habitants)
- Godin (1 272 habitants)
- Gounghin-Grand (406 habitants)
- Gounghin-Petit (164 habitants)
- Kankaraboguin (200 habitants)
- Koubéogo (286 habitants)
- Kinzéonguin (1 529 habitants)
- Koulbako (1 276 habitants)
- Koutiama (619 habitants)
- Pissalin (378 habitants)
- Poestenga (3 994 habitants)
- Sannabin (463 habitants)
- Siraboguin (419 habitants)
- Syalguin (838 habitants)
- Tikanré (717 habitants)
- Zamboundi (244 habitants)
- Zankougdo (752 habitants)